# Hannah Caroline Aase
Hannah Caroline Aase ( 12 de julio de 1883-23 de noviembre de 1980) fue una botánica y curadora estadounidense.
Desarrolló actividades académicas en la Universidad Estatal de Washington, iniciando su carrera en su facultad y fue profesora.

## Algunas publicaciones

### Libros
- francis marion Ownbey, hannah caroline Aase. 1955. Cytotaxonomic studies in Allium. Nº 1-3 de Research studies of the State College of Washington: Monographic supplement. Editor State College of Washington, 106 pp.

- hannah caroline Aase. 1930. Cytology of triticum, secale, and aegilops hybrids, with reference to phylogeny. Editor State College of Washington, 60 pp.

- edward franklin Gaines, hannah caroline Aase. 1926. A haploid wheat plant. Nº 6 de Contribution (State College of Washington. Dept. of Botany). Edición reimpresa de College of Agriculture and Exp. Sta. 13 pp.
- La abreviatura «Aase» se emplea para indicar a Hannah Caroline Aase como autoridad en la descripción y clasificación científica de los vegetales.[3]